# حواس پنج‌گانه (فیلم)
حواس پنج‌گانه (به انگلیسی: The Five Senses) فیلمی محصول سال ۱۹۹۹ و به کارگردانی جرمی پودسوا است. در این فیلم بازیگرانی همچون مری-لوئیز پارکر، پاسکال بوسیر، ریچارد کلارکین، برندن فلچر، مارکو لئوناردی، دنیل مکلوور، نادیا لیتز، گابریل راس، مالی پارکر، فیلیپ ولته و تارا روسلینگ ایفای نقش کرده‌اند.